# 703년

## 연호
- 무주(武周) 장안(長安) 3년
- 일본(日本) 다이호(大宝) 3년
- 발해(渤海) 천통(天統) 6년

## 기년
- 무주(武周) 측천황제(則天皇帝) 14년
- 신라(新羅) 성덕왕(聖德王) 2년
- 발해(渤海) 고왕(高王) 6년

## 사건
- 이슬람, 동로마 제국의 킬리키아를 침공하다.